# Bacanius remingtoni
Bacanius remingtoni är en skalbaggsart som beskrevs av Wenzel 1955. Bacanius remingtoni ingår i släktet Bacanius och familjen stumpbaggar. Inga underarter finns listade i Catalogue of Life.